# William Adams (Ingenieur)

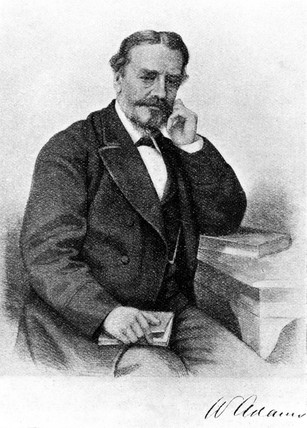
William Adams

William Adams (* 15. Oktober 1823 in Mill Place; † 7. August 1904 in Putney) war der Lokomotiven-Betriebschef der North London Railway von 1858 bis 1873, der Great Eastern Railway von 1873 bis 1878 und der London and South Western Railway von 1878 bis zu seinem Ruhestand 1895. Er ist bekannt für seine Dampflokomotiven, speziell der Adams-Drehgestell, eine Maschine mit seitlichen zentrischen Federn (die anfangs aus Gummi waren), um die Stabilität bei hohen Geschwindigkeiten zu verbessern. Er ist nicht zu verwechseln mit William Bridges Adams (1797–1872), einem anderen Lokomotiveningenieur, der verwirrenderweise die Adamsachse erfand – eine radiale Achse, die bei Lokomotiven von William Adams verwendet wurde.

## Leben und Werk
Adams wurde am 15. Oktober 1823 in Mill Place, Limehouse, London, geboren, wo sein Vater Ingenieur bei der nahegelegenen East and West India Docks Company war. Nach dem Besuch einer Privatschule in Margate, Kent ging er an der gleichen Stelle wie sein Vater in die Lehre. Der Eisenbahn-Vermessungsingenieur Charles Vignoles hatte vorher am Bau der Londoner Hafendockbecken gearbeitet und seine Firma sicherte Adams dann eine Stelle als Assistent im Zeichenbüro. Die letzten Jahre seiner Lehre verbrachte er in der Orchard-Werft von Miller & Ravenhill, einem Hersteller von Maschinen für Dampfschiffe.
1848 wurde Adams Mitarbeiter bei Philip Taylor, einem Eisenwarenhersteller, Maschinenmonteur (historisch: Mühlenbauer) und früheren Assistenten von Marc Brunel, der Niederlassungen in Marseille und Genua hatte, um Schiffsmaschinen zu bauen und zu installieren. Da er fließend französisch und italienisch sprach, wurde Adams bald der Aufsicht führende Ingenieur der Flotte des Königreichs Sardinien, obwohl er immer noch nominell für Taylor arbeitete. 1852 heiratete er Isabella Park, die Tochter eines anderen englischen Maschinenmonteurs, der in Genua arbeitete, und kehrte nach England zurück.
Nach seiner Rückkehr nach England arbeitete Adams als Gutachter für mögliche Streckenführungen für eine Eisenbahn auf der Isle of Wight, als Aufsichtführender über die Bauarbeiten der Docks von Cardiff und an der Planung neuer Produktionsbetriebe in Bow bei London für die East & West India Docks & Birmingham Junction Railway, die schon bald ihren Namen in North London Railway änderte. Dies führte im Jahr 1854 zu seiner Ernennung als Lokomotiveningenieur dieser Gesellschaft, ein Posten, den er achtzehn Jahre lang innehatte. Hier stellte er seine berühmte Serie von 2'B-Lokomotiven her, die ersten, die seitlich gefederte Fahrgestelle und die erste durchgehende Zugbremse hatten (die Adams Bogie).
1873 nahm Adams eine ähnliche Position bei der benachbarten Great Eastern Railway (GER) an. Hier kam er nicht so gut mit den Anforderungen zurecht und seine Lokomotivenentwürfe für die Gesellschaft, ein weit verstreuter Konzern verglichen mit der North London, waren für die Arbeit auf der Hauptstrecke unterdimensioniert. Aber seine Umrüstung des Stratforder Werkes auf moderne, standardisierte Ausrüstung sparte der Gesellschaft eine Menge Geld ein, so dass, als er 1878 dann zur London and South Western Railway (LSWR) ging, sein Ruf intakt war.
Adams entwarf fünf Lokomotiven für die GER, einschließlich zweier Passagier-Tenderlokomotiven in zwei Größen für die Vororte, einer Schnellzug-Baureihe und eines Entwurfs für schwere Kohlentransporte. Die letztere, die GER Class 527, war die erste 1'C-Baureihe, die für den Einsatz in Großbritannien gebaut wurde, obwohl sie erst in Dienst gestellt wurde, nachdem sein Nachfolger, Massey Bromley, einige Verbesserungen daran angebracht hatte.
Bei der LSWR entwarf er 524 Lokomotiven, leitete die Expansion der Nine-Elms-Werke und die Überführung der Carriage-and-Wagon-Werke nach Eastleigh. Aus gesundheitlichen Gründen ging er am 29. Mai 1895 in Ruhestand. Sein Nachfolger bei der LSWR wurde Dugald Drummond. Er lebte in Putney bis zu seinem Tod am 7. August 1904.